# Gedenkstein am Gefängnis Bremen

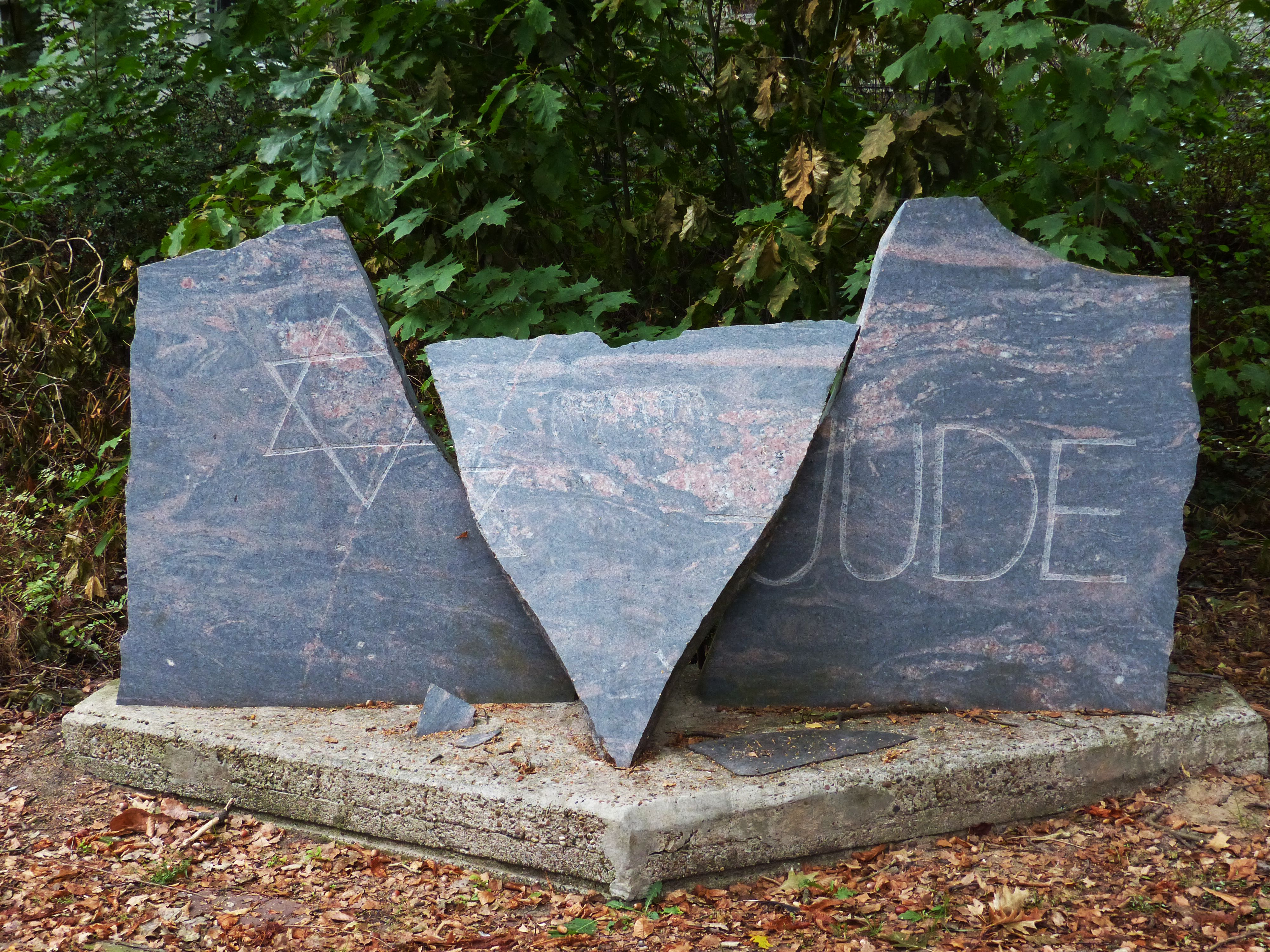
Gedenkstein am Gefängnis Bremen (Photo: Hartmut Drewes)

Der Gedenkstein am Gefängnis Bremen, auch Gedenkstein zur Deportation männlicher Juden ins KZ Sachsenhausen nach der Reichspogromnacht am 9. November 1938, steht in Bremen-Oslebshausen in einem Grünstreifen an der Sonnemannstraße 2, gegenüber dem alten Eingang zur Justizvollzugsanstalt Oslebshausen. Der Gedenkstein wurde vom Bremer Steinmetzmeister Jürgen Blode gestaltet und im November 1988 anlässlich des 50. Jahrestags der sogenannten Reichspogromnacht eingeweiht. Er erinnert sowohl an die damalige Deportation von männlichen Juden aus Bremen ins KZ Sachsenhausen als auch an den Holocaust durch die Nationalsozialisten.

## Das Denkmal
Das Denkmal besteht hauptsächlich aus einer in drei Teile gebrochenen Natursteinplatte, die in unterschiedlicher Schrägstellung auf einem Betonsockel angeordnet sind. Durch Vertiefung sind links ein Davidstern, in der Mitte eine (abstrahierte) Marschkolonne und rechts das Wort „JUDE“ in die Plattenteile eingelassen. Dabei sind sowohl der Davidstern wie auch das Wort „JUDE“ in den Bruch hineingenommen. Drei weitere kleine Bruchteile der Granitplatte sind in das Betonfundament eingelassen, auf einer von ihnen stehen die Daten „9.11.1938“ und „9.11.1988“.
Die gebrochene Granitplatte weist sowohl auf die in Deutschland durchgeführte Zerstörung der Synagogen durch die Nationalsozialisten in der sogenannten Reichspogromnacht vom 9. auf den 10. November 1938 hin als auch auf die von den Nationalsozialisten betriebene Vernichtung des Judentums und ihrer Menschen. Dabei wird nicht nur der Ermordeten gedacht, sondern auch der Überlebenden und Hinterbliebenen, deren Biografie in vielerlei Hinsicht „zerbrochen“ wurde.

## Anlass und Einweihung
Anlass der Aufstellung des Gedenksteins war der 50. Jahrestag der sogenannten Reichspogromnacht. Dieses Datum regte den Bremer Steinmetzmeister und Steinbildhauer Jürgen Blode (1948–1999) zu der Idee an, einen solchen herzustellen. Der Gedenkstein sollte besonders zur Erinnerung der männlichen Bürger jüdischer Herkunft, die in der Bremer Pogromnacht zusammengetrieben und in Haft genommen wurden, dienen. 162 von ihnen, jüdische Männer und Jungen im Alter von 16 bis 60 Jahren, mussten unter Bewachung durch SA-Männer am frühen Morgen des 10. Novembers von der Innenstadt zum damals so benannten Zuchthaus Bremen („Gefängnis Bremen“; heute Justizvollzugsanstalt/JVA Oslebshausen als Teil der Justizvollzugsanstalt Bremen) im Westbremer Ortsteil Oslebshausen marschieren. Sie wurden am darauf folgenden Tag mit der Bahn über Oranienburg in das Konzentrationslager Sachsenhausen abtransportiert, wo sie einige Wochen festgehalten wurden. Viele von ihnen kamen später im Zuge der systematischen Ermordung jüdischer Bürger durch das NS-Regime in den Vernichtungslagern ums Leben.
Die Einweihung des Gedenksteins erfolgte am 10. November 1988 als Abschluss eines vorhergehenden Gedenkmarsches, der von der Vereinigung der Verfolgten des Naziregimes – Bund der Antifaschistinnen und Antifaschisten (VVN-BdA) und der Abrüstungsinitiative Bremer Kirchengemeinden in Verbindung mit dem Senat der Freien Hansestadt Bremen organisiert wurde. Der Gedenkmarsch führte vom Schulhof des Alten Gymnasiums in der Dechanatstraße – einer der damaligen Bremer Sammelstellen für die festgenommenen Juden – am nahegelegenen Standort der damals zerstörten Synagoge in der Kolpingstraße sowie auch an anderen Stätten der Judenverfolgung vorbei, zur JVA Oslebshausen. An dem gut vierstündigen Gedenkmarsch nahmen mindestens 4000 Schülerinnen und Schüler teil, aber auch viele Erwachsene. Dieser Marsch stand unter dem Motto „Wir schritten durch eine schweigende Stadt“, ein Zitat von Felix Aber, der bis 1938 Rabbiner in Bremen war. Der Marsch endete in der Nähe des Haupteingangs der JVA, wo der Senator für Justiz Volker Kröning den dort errichteten Gedenkstein der Öffentlichkeit übergab.